# Aulnay Val Francilia (métro de Paris)
Pour les articles homonymes, voir Aulnay.
Aulnay Val Francilia  est le nom provisoire d'une future station de métro située à Aulnay-sous-Bois sur la ligne 16 du métro de Paris.
La construction de la ligne 16 a été déclarée d'utilité publique le 28 décembre 2015.

## Caractéristiques
La station souterraine de la ligne 16 sera située sur le terre-plein de l’ex-RN2, à proximité du parc Robert-Ballanger, avec les quais à une profondeur de 15 à 20 mètres. La conception de la station est confiée à Aldric Beckmann de l'agence d'architecture Beckmann N’Thépé. Composée de serres à ciel ouvert, la station conçue par Aldric Beckmann sera toute de verre. 
Le duo Berger&Berger (les deux frères Laurent P. Berger et Cyrille Berger) créera une installation artistique dans la station en coordination avec Aldric Beckmann. Leur dispositif alambiqué et débridé, à base de végétaux, de sculptures en céramique, de roches et d'objets surréalistes occupera les patios de la gare.
La station comportera également sur ses quais une fresque de Brecht Evens.

## Construction
Les travaux préparatoires ont démarré en octobre 2016 et se sont achevés à l'automne 2017.
La réalisation de la station est pilotée par le groupement Egis Rail / Tractebel. La construction débutera par la réalisation des murs souterrains de la gare (parois moulées) à partir du quatrième trimestre 2019, pour une livraison en 2026. Les travaux de génie civil sont attribués à Salini Impregilo.
La présence de sable de Beauchamp, trop meuble, rend nécessaire de congeler le sol afin de construire la station.
Après l'achèvement du creusement de la gare et le passage du tunnelier Houda dans le courant de l'année 2021, les compagnons ont terminé fin 2022 la construction des deux niveaux souterrains. Depuis, l'aménagement et l'équipement de la gare se poursuivent en sous-sol : pose des cloisons, sols, revêtements, escaliers mécaniques ou encore systèmes de ventilation.
Alors que l'aménagement et l'équipement de la gare vont bon train, en surface l'émergence continue sa transformation et fait désormais partie du paysage aulnaysien. À l'été 2024, la charpente métallique qui couvrira le hall de la gare est désormais entièrement posée et sera progressivement recouverte des pièces de la verrière imaginée par l'architecte Aldrick Beckmann.